# Städtischer Musikverein Bottrop
Der Städtische Musikverein Bottrop gehört zu den Oratorienchören des Ruhrgebietes. Gegründet 1918 im Zuge des Einwohnerzuwachses der Bergbaustadt Bottrop direkt nach dem Ersten Weltkrieg, war der Verein in den ersten Jahrzehnten ein Teil des Musikleben Bottrops. Der Chor feiert 2018 sein 100-jähriges Jubiläum.

## Geschichte
Ab etwa Anfang des Jahres 1917 wurde mehrfach ein gemischter Chor für verschiedene öffentliche Auftritte gesucht und zusammengestellt.
Aus diesen Gruppierungen entstand am 11. Juli 1918 der Städtische Musikverein Bottrop, zu Beginn mit etwa 155 Damen und knapp 60 Herren.
Das erste oratorische Konzert des Musikvereins (und das erste in Bottrop überhaupt) war Joseph Haydns „Schöpfung“, unter der Leitung des ersten Dirigenten Franz Plantenberg. Da bei der ersten Aufführung am 29. Juni 1919 der Zuhörerschaft die Stadtwerdung Bottrops verkündet wurde, die erst wenige Tage zuvor bei der Verwaltung eintraf, ist die Gründung des Musikvereins eng mit der Gründung der Stadt Bottrop verknüpft.
1922 wurde die Position eines „Städtischen Musikdirektors“ ausgeschrieben, die aus fast 100 Bewerbern Franz Switing (1890–1964) erhielt und 42 Jahre lang behalten sollte.
Franz Switing war Absolvent der Kölner Musikhochschule und Schüler von H. Abendroth. Unter seiner Leitung wurde 1924 die Matthäus-Passion von J.S. Bach mit 400 Mitwirkenden aufgeführt.
Weitere Höhepunkte waren:
- 1926 „König David“ von Arthur Honegger

- 1927 9. Sinfonie und der Missa solemnis von Ludwig van Beethoven anlässlich der Beethovenfeier 1927
- 1931 „Das Unaufhörliche“ von Paul Hindemith
- 1953 „100. Psalm“ von Max Reger beim „Fest der deutschen Chormusik“ 1953 in Essen mit dem Philharmonischen Chor Köln, sowie Mitwirkung bei der „Neunten“ mit 7 weiteren Chören beim Abschlusskonzert

1965 wurde Hubert Reichert nach dem Tod von Switing dessen Nachfolger. Hubert Reichert war seit 1958 Generalmusikdirektor des Westfälischen Sinfonieorchesters in Recklinghausen. Die Aufführungen zusammen mit anderen Chören (z. B. dem Städtischen Chor Recklinghausen) stießen auf enormes Interesse und erhielten hervorragende Kritiken. Allerdings war er nicht unumstritten und blieb nicht sehr lange. Der Mitgliederbestand reduzierte sich in dieser Zeit bedenklich.
1972 übernahm Musikdirektor Johann Andreas Lang die Leitung des Städtischen Musikvereins Bottrop. Unter seiner Führung kam es zur regelmäßigen Zusammenarbeit mit der Musikgemeinschaft Marl, die ebenfalls unter Langs Leitung stand. Sein Ruf lockte immer wieder namhafte Solisten in unsere Konzerte.
Anfang 1990 endete die fruchtbare Zusammenarbeit mit dem jähen Tode Langs. Mit Unterstützung des Kulturamtes wurde im selben Jahr ein neuer Dirigent gefunden: Friedrich Storfinger.
Friedrich Storfinger absolvierte sein Kirchenmusikstudium an der Folkwang-Hochschule in Essen. A-Examen, Konzertexamen, Dirigierstudium an der Musikhochschule Köln. Er war seit 1968 als Kirchenmusiker tätig; anerkannter Orgelvirtuose und zuletzt Regionalkantor für Bottrop/Gladbeck. Storfinger verstand es, die Sängerinnen und Sänger für sich zu gewinnen. Neue, auch jüngere Mitglieder stießen immer wieder hinzu. Die ständige Suche Storfingers nach Außergewöhnlichem, nach selten (oder nie) gespielten Werken, in Archiven in Europa und den USA, beeindruckten sowohl die Sängerinnen und Sänger wie das Publikum und die Kritiker. Friedrich Storfinger ging 2020 in den Ruhestand.
2021 wurden die Probenarbeiten im August nach 18 Monaten Pause unter Leitung des neuen Dirigenten Ludger Köller wieder aufgenommen. 1991–1996 studierte er Schulmusik an der Folkwang-Musikhochschule Essen Klavier, Gesang und Chorleitung. Das anschließende Dirigierstudium mit Hauptfach Chorleitung schloss er 1998 mit künstlerischer Reifeprüfung ab. Nach dem Referendariat arbeitet er seit 2001 hauptberuflich als Musiklehrer am Gymnasium Essen-Überruhr, an dem er die Chorarbeit mit dem Konzept der Gesangsklasse von der Klasse 5 bis zum Oberstufenchor aufbaute. Als Chorleiter des Projektchores der Arbeitsgemeinschaft Bottroper Chöre e.V. hatte er sich einen Namen gemacht und hat für seine Konzerte mit diesem Chor brillante Kritiken bekommen.
Gastspiele des Chores beschränkten sich zuletzt auf das Ruhrgebiet und das Sauerland.

## Wissenswertes
Der Theaterintendant, Regisseur und Kulturpolitiker August Everding (1928–1999) war nach seinem Abitur für einige Jahre Mitglied des Chores und blieb ihm freundschaftlich bis zu seinem Tod verbunden.

## Chordirektoren seit 1918
- Franz Plantenberg (1918–1921)
- Franz Switing (1922–1964)
- Hubert Reichert (1965–1972)
- Johann Andreas Lang (1972–1990)
- Friedrich Storfinger (1990–2020)
- Ludger Köller (ab 2021)

## Geschäftsführende Vorsitzende seit 1918
- N. Wolters (1918–1919)
- Heinrich Hartig (1919–1933)
- N. Grünewald (1933–1937)
- Klemens Klaus (1937–1957)
- Joseph Temminghoff (1957–1966)
- Heinz Dornieden (1966–1974)
- Ernst Mertens (1974–1996)
- Rainer Neuwirth (1996–heute)

Erster Vorsitzender des Chores ist satzungsgemäß der Bottroper Oberbürgermeister.

## Uraufführungen des Städtischen Musikvereins Bottrop
- Joseph Gabriel Rheinberger, Meeresstille und Glückliche Fahrt (1992)
- Horatio Parker, Hora Novissima (erster Teil, 2001), deutsche Erstaufführung
- Horatio Parker, Hora Novissima (komplett, 2010), deutsche Erstaufführung

## Auszeichnung
- Der Städtische Musikverein Bottrop ist Träger der Zelter-Plakette.